# Antonio Ciseri
Antonio Ciseri (Ronco sopra Ascona, 25 de outubro de 1821 – Florença, 8 de março de 1891) foi um artista suíço. 
Ciseri nasceu no cantão de Ticino, Suíça, e foi treinado em Florença sob a orientação de Niccola Benvenuti. Suas pinturas religiosas são rafaelinas na composição e em suas superfícies refinadas, mas têm um efeito quase fotográfico. Ele cumpriu muitas importantes comissões de igrejas na Itália e na Suíça. Ciseri também pintou um número significativo de retratos.

## Biografia
Ele nasceu em Ronco sopra Ascona, Suíça. Ele foi para Florença , em 1833, para estudar desenho com Ernesto Bonaiuti. Dentro de um ano, em 1834, ele era um aluno de Niccola e Pietro Benvenuti na Academia de Belas Artes de Florença; mais tarde ele foi ensinado por Giuseppe Bezzuoli, que influenciou muito a parte inicial de sua carreira. Em 1849, ele começou a oferecer instrução a jovens pintores e, eventualmente, funcionou uma escola de arte privada. Entre seus primeiros alunos foi Silvestro Lega.[3]
Pinturas religiosas de Ciseri são rafaelesco em seus contornos de composição e as suas superfícies polidas, mas são quase fotográfica em vigor. Ele cumpriu muitas encomendas importantes das igrejas na Itália e na Suíça. Ciseri também pintou um número significativo de retratos. Ele morreu em Florença em 8 de Março de 1891.

## Galeria

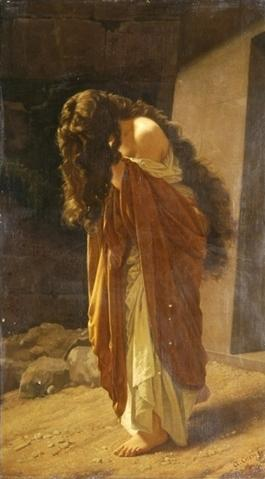
Maria Madalena de 1864
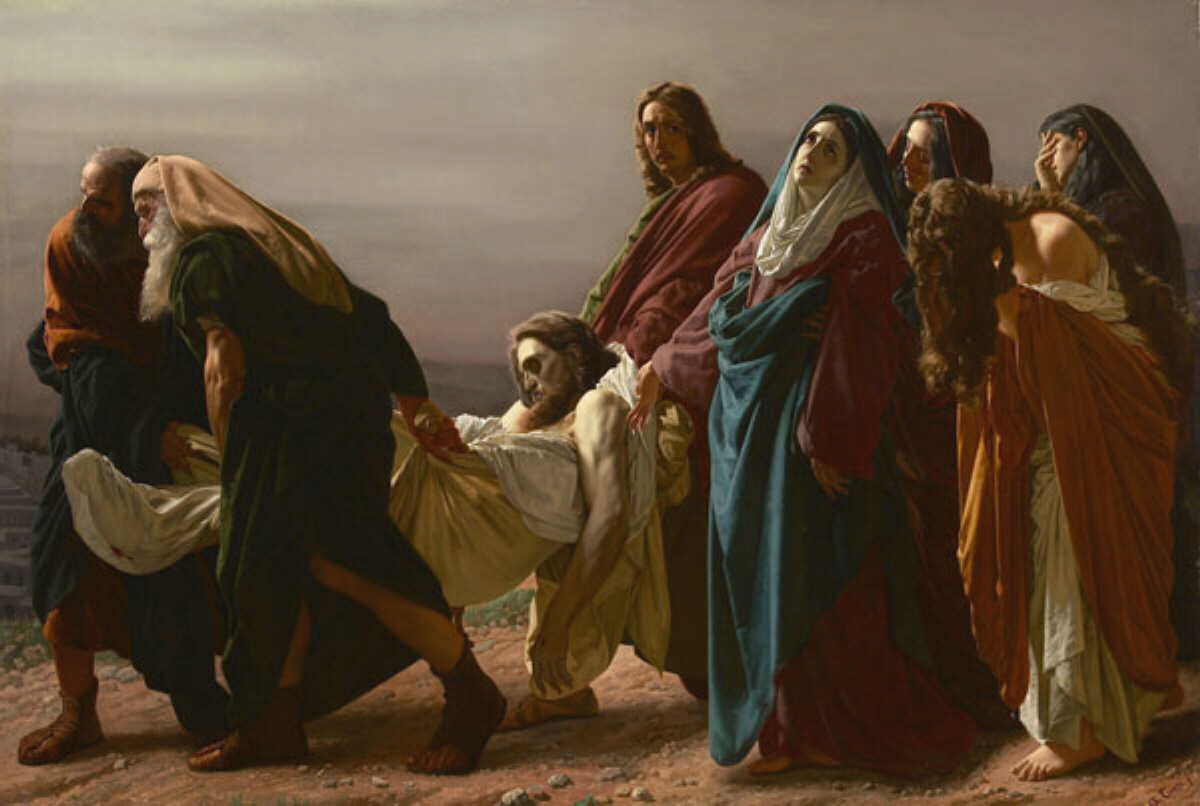
O transporte de Cristo para o Sepulcro , 1864-1870
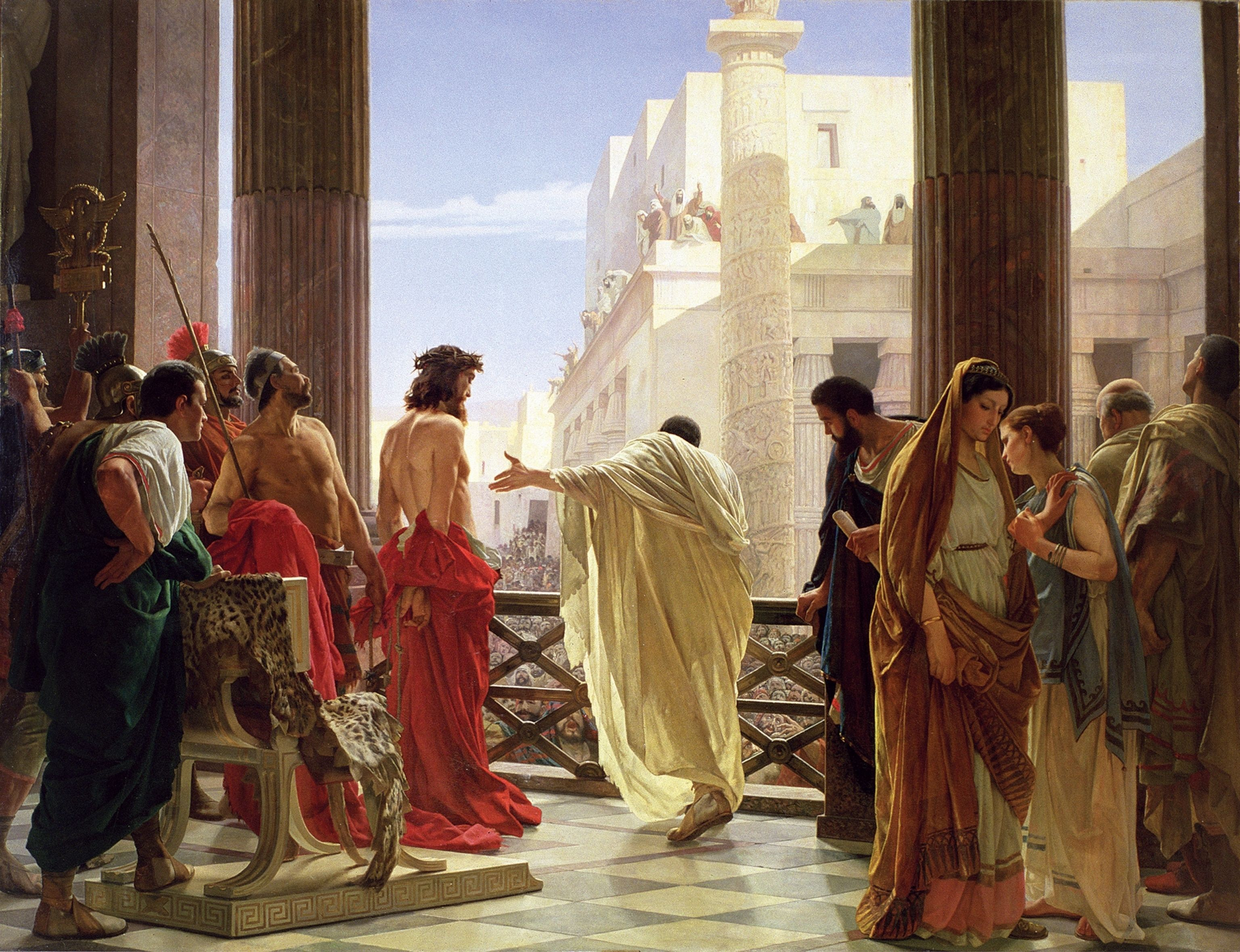
Ecce Homo de 1871